# Алеко Елісашвілі
Олександре (Алеко) Елісашві́лі (груз. ალექსანდრე (ალეკო) ელისაშვილი; 17 січня 1978) — грузинський політик та журналіст.

## Біографія
Працював журналістом на Радіо свобода, а також у виданнях Грузії: ТБ Кавказ, ТБ Маестро, 9 канал.
У 2017 році він був незалежним кандидатом на виборах мера Тбілісі. Він посів друге місце із 69 803 голосами (17,4 %)..
З 2020 року депутат парламенту Грузії за партійним списком блоку: «Алеко Елісашвілі — Громадяни».
Список отримав 1,33 % голосів та 2 місця у парламенті Грузії.
У березні 2022 року він вирішив вступити до міжнародного легіону.
У квітні 2024 року в грузинському парламенті сталася бійка між Елісашвілі та одним із лідерів провладної проросійської партії «Грузинська мрія» Мамукою Мдінарадзе. Елісашвілі вдарив Мдінарадзе кулаком по обличчю під час його суперечки з представницею партії «Лело» Анною Нацвлішвілі щодо суперечливого законопроєкту.